# ستادلتس
ستادلتس (به لاتین: Stádlec) یک منطقهٔ مسکونی در جمهوری چک است که در منطقه تابور واقع شده‌است. ستادلتس ۱۸٫۱۲ کیلومتر مربع مساحت و ۵۷۳ نفر جمعیت دارد و ۴۴۹ متر بالاتر از سطح دریا واقع شده‌است.